# 織田信門
織田 信門（おだ のぶかど）は、江戸時代前期から中期にかけての高家旗本。官位は従五位下・侍従、美作守、従四位下・左少将、従四位上・能登守。

## 生涯
寛文2年（1662年）、旗本・織田一之の嫡男として誕生。貞享4年（1687年）7月10日、父・一之の隠居により家督を相続する。弟・高元に500石を分知した結果、家領は近江国神崎郡内1514石余りとなる。
元禄元年（1688年）11月25日、高家旗本となる。以後、幕末まで織田家は高家旗本として幕府に仕えた。元禄2年（1689年）1月11日、高家職に就任する。従五位下侍従・美作守に叙任し、後に従四位上に昇進する。宝永3年（1706年）9月、高家肝煎。宝永7年（1710年）12月1日、安房国朝夷郡500石を加増される。
正徳6年（1716年）6月1日、死去。享年55。
なお、安土（現・近江八幡市安土町）の摠見寺に織田信長愛用とされる鐔を奉納している。表と裏に永楽銭が彫刻され、重要文化財に指定されている。

## 系譜
- 父：織田一之
- 母：織田高長五女
- 正室：上杉長貞次女
- 生母不明の子女
  - 長男：織田信有
  - 男子：庄八郎
  - 男子：権之助
  - 女子：丹羽主膳室
  - 女子：荒川定由継室
  - 女子：稲生正甫室
- 養子
  - 男子：織田長善 - 大和国芝村藩主・織田長清の四男、信有の死去により養子となる。
  - 男子：織田信倉 - 旗本・能勢頼寛の三男。信有の死去により養子となる。